# So This Is Paris (film, 1924)

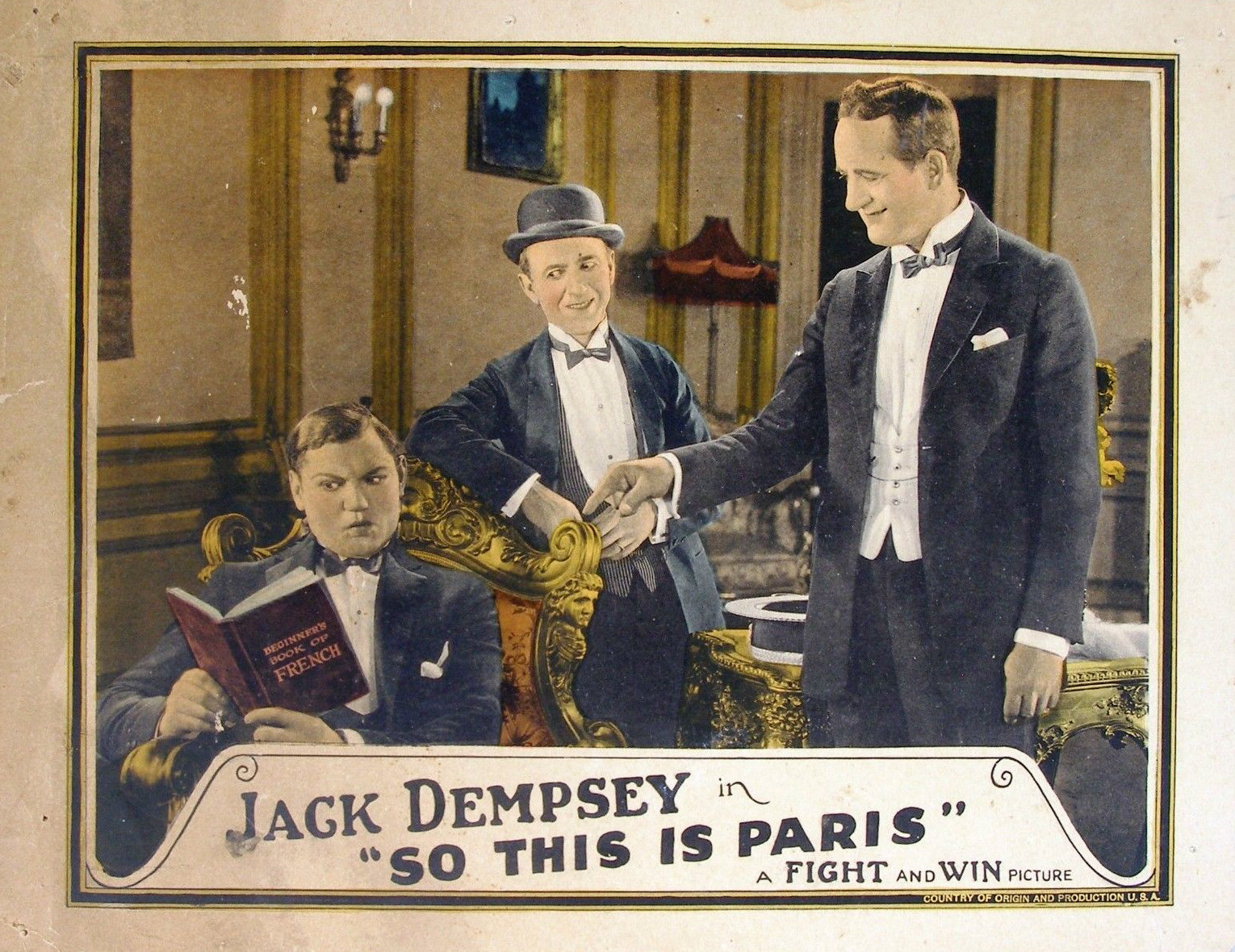
Carte promotionnelle du film.

Pour les articles homonymes, voir So This Is Paris.
So This Is Paris est un court métrage américain réalisé par Erle C. Kenton et sorti en 1924, faisant partie de la série d'Universal Fight and Win.

## Fiche technique
- Réalisation : Erle C. Kenton
- Scénario : Gerald Beaumont
- Production : Universal Pictures
- Date de sortie : 4 août 1924 ( États-Unis)

## Distribution
- Jack Dempsey : Tiger Jack O'Day
- Hayden Stevenson : Society Sullivan
- Charles Reisner : Opposition Manager
- George Ovey : Ed Martin - Manager / Sparring Partner
- Malvina Polo
- Ethel Shannon